# حمله ۱۹۷۳ اسرائیل به لبنان
حمله ۱۹۷۳ اسرائیل به لبنان (معروف به عملیات بهار جوانی، عبری: מבצע אביב נעורים، میوتسا آویو نوریم) در شب ۹ آوریل و اوایل صبح ۱۰ آوریل ۱۹۷۳، هنگامی اتفاق افتاد که یگان‌های نیروهای ویژه ارتش اسرائیل همزمان به هدف چند سازمان آزادی‌بخش فلسطین (ساف) در بیروت و صیدا، لبنان حمله کردند. به‌طور  کلی این عملیات بخشی از عملیات خشم خدا، تلافی اسرائیل برای قتل‌عام مونیخ در بازی‌های المپیک تابستانی در سال ۱۹۷۲ تلقی می‌شود.
سربازان اسرائیلی با قایق‌های تندرویی که از قایق‌های موشکی بزرگ در نزدیکی ساحل رها شده بودند، به سواحل لبنان رسیدند. دیگر مأموران موساد با اتومبیل‌هایی که از روز قبل اجاره شده بودند، در کنار ساحل در انتظار نیروها بودند. سپس آنها را به اهداف خود رساندند و پس از عملیات سربازان را به ساحل بازگرداندن. در طی این عملیات، سه تن از عالی‌ترین رهبران سازمان آزادیبخش فلسطینی، به همراه دیگر اعضای سازمان آزادیبخش فلسطینی کشته شدند. چندین نفر از نیروهای امنیتی لبنان، همسایگان غیرنظامی، و همچنین دو نفر از سربازان اسرائیلی نیز کشته شدند.

## پیش زمینه
در فوریه ۱۹۷۳، ایهود باراک، فرمانده وقت واحد نخبه یگان تکاوران ستاد کل (سایرت ماتکل)، عکس‌ها و اطلاعات دقیق در مورد محل نگهداری سه رهبر ارشد سازمان آزادیبخش فلسطین را بدست آورد:
- محمد یوسف النجار (ابو یوسف) - رهبر عملیات در سپتامبر سیاه، گروه مسئول قتل‌عام مونیخ در سال ۱۹۷۲. وی همچنین یک کهنه سرباز ارتش آزادیبخش فلسطین (به انگلیسی: PLO)، پیش از این رئیس شعبات فتح لبنان، رئیس سازمان اطلاعات داخلی فتح بود. آخرین سمت‌های وی رئیس بخش سیاسی سازمان آزادیبخش فلسطین و یکی از معاونان یاسر عرفات (نفر سوم در ردیف رهبری فتح) بود.
- کمال عدوان - رئیس عملیات سازمان آزادی‌بخش فلسطین، مسئول حملات مسلحانه علیه اهداف اسرائیلی.
- کمال ناصر - سخنگو و عضو کمیته اجرایی سازمان آزادی‌بخش فلسطین.[۴]

این افراد در یک جفت ساختمان هفت طبقه در محلهٔ شیک وردون در بیروت غربی زندگی می‌کردند. این ساختمان‌ها محل سکونت خانواده‌های انگلیسی، ایتالیایی و عرب بود. یک ساختمان محل زندگی النجار بود و یک ساختمان آن طرف خیابان محل سکونت آدوان و ناصر.
باراک و تیمش برنامه‌ریزی برای عملیات کشتن آنها را آغاز کردند. برنامه نهایی این بود که مأموران از کشتی‌های نیروی دریایی در ساحل لبنان وارد شوند و با لباس مبدل به عنوان توریست نفوذ را شروع کنند. برخی از کماندوها قرار بود در لباس مبدل زنانه ظاهر شوند (باراک به عنوان یک زن سبزه مبدل شده باشد). قبل از مأموریت، نیروها با استفاده از آپارتمان‌های مشابه در شمال تل آویو آموزش دیدند. آنها به تمرین استفاده از لباس مبدل و گردش عاشقانه با لباس مبدل پرداختند.

## عملیات

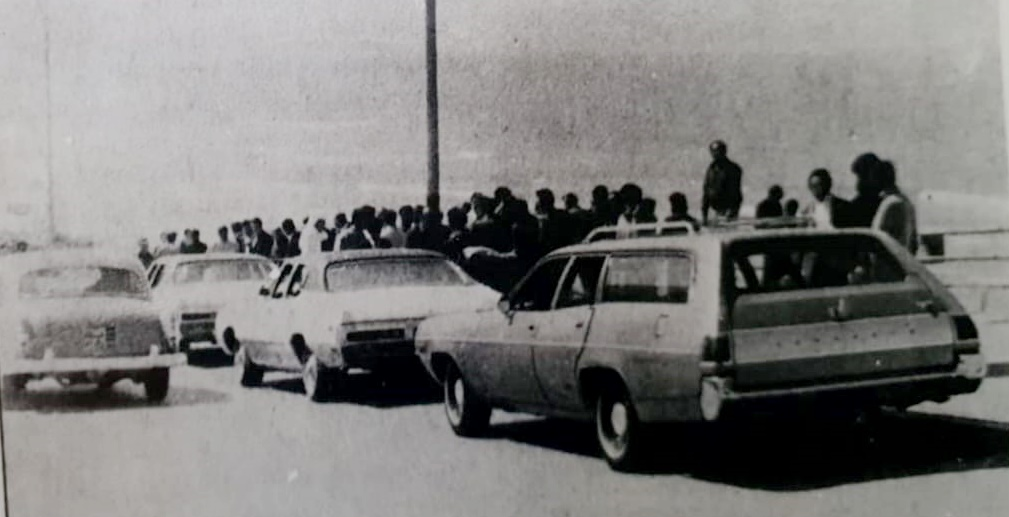
وسایل نقلیه رها شده در ساحل بیروت ، 1973

در تاریخ ۹ آوریل ۱۹۷۳، قایق‌های موشکی نیروی دریایی اسرائیل با حمل کماندوها و قایق‌های تندروی زودیاک از پایگاه دریایی هایفا حرکت کردند. وقتی قایق‌های موشکی به سواحل بیروت رسیدند، زودیاک‌ها را در آب رها شدند. آنها برای جلوگیری از شنیده شدن، وقتی به چند صد متری از خاک ساحل رسیدند موتور را خاموش کردند و بقیه راه را بدون قایق طی کردند. کماندوها به ساحلی آمدند که مأموران موساد با سه ماشین در انتظار آنها بودند. مأموران آنها را به اهداف خود رساندند.
سه تیم کماندوی سایرت متکل وارد ساختمانها شده و فیوزهای انفجاری را به درهای آپارتمان اهداف خود نصب کردند، در حالی که یک تیم پشتیبان به رهبری باراک در خارج از منزل باقی مانده و برای مقابله با نیروهای ارتش آزادیبخش فلسطین یا واحدهای ژاندارمری نیروهای امنیت داخلی لبنان (ISF) آماده شدند. هنگامی که فیوز منفجر شد، کماندوها به آپارتمان‌ها هجوم بردند، سه هدف را مورد اصابت گلوله قرار دادند و اسنادی را که یافتند توقیف کردند. بر اساس گزارش‌های فلسطینیان، به کمال ناصر که یک مسیحی بود، در مقابل خانواده اش شلیک شد. جای زخمهای گلوله اش نشانه صلیب بود. همسر النجار در حین این غوغا کشته شد. یک زن مسن ایتالیایی در واکنش به این هیاهو برآمده بود نیز کشته شد. در همان زمان، تیم پشتیبان با چند ده ژاندارم نیروهای امنیت داخلی لبنان و نیروهای مقاومت ساف درگیر تبادل آتش شدند. دو پلیس لبنانی کشته شدند. نیروهای مقابل به عقب رانده شدند و از ماشینهای موساد برای استخراج تکاورها استفاده شد. هنگام رانندگی به سمت ساحل، با یک نفربر زرهی ارتش لبنان (APC) که ساحل را تفتیش می‌کرد روبرو شدند. آنها به مقابله نپرداختند و راه را به سمت ساحل ادامه دادند. کماندوها و رانندگان ماشین‌ها را رها کردند و به قایق‌های موشکی در زودیاک بازگشتند.
در همان زمان، ۱۴ کماندو اسرائیلی، که عمدتاً چتربازان Saireret Tzanhanim بودند، به یک ساختمان چند طبقه حمله کردند که در آن شبه نظامیان جبهه مردمی آزادی فلسطین (PFLP) مستقر بودند. این تیم خود را در ظاهر مبدل غیرنظامی درآورده بودند و توسط آمنون لیپکین-شاهاک هدایت می‌شدند. تیم اسرائیلی در همان ابتدا با نزدیک به ۱۰۰ شبه نظامی که از آن ساختمان محافظت می‌کردند و مقاومت شدیدی نیز داشتند مواجه شدند و به نبردی نزدیک منجر شد. تیم‌های مسلح جبهه مردمی آزادی فلسطین در طبقات فوقانی ساختمان بارها و بارها سعی کردند با آسانسور به طبقه همکف بروند و به نبرد بپیوندند. تیم اسرائیل موفق شد یک محموله انفجاری بزرگ را درون ساختمان قرار داده و آن را منفجر کند و باعث ریزش بخشی از ساختمان شود. سپس لیپکین-شهاک درخواست تخلیه هوایی کرد. این کماندوها توسط بالگردهای نیروی هوایی اسرائیل از محل درگیری خارج شدند. در طی نبردها دو سرباز اسرائیلی و ده‌ها جنگجوی جبهه مردمی آزادی فلسطین کشته شدند.
دو نیروی ثانویه به مقر فتح برای عملیات غزه و یک کارگاه فتح در جنوب بیروت حمله کردند. سومین نیروی کماندوی نیروی دریایی شیاطت ۱۳ در شمال بیروت فرود آمد و کارگاه کوچک مواد منفجره سازی فتح را منهدم کرد، در حالی که یگان دیگر چترباز به گاراژ اصلی سازمان آزادیبخش فلسطین که در جنوب صیدون واقع شده بود حمله کردند و آنها را نابود کردند.

## فرهنگ عامه
- عملیات بهار جوانی در فیلم مونیخ استیون اسپیلبرگ در سال ۲۰۰۵ نمایش داده شد.
- کتاب کودکان اسرائیلی تونل زمان - عملیات بهار جوانی (۲۰۰۵) نوشته ژیلا رون-فدر آمیت، شماره ۳۲ از سری Tunnel Time، بر اساس این عملیات ساخته شده‌است.